# فانزنت (كنتاكي)
فانزنت (بالإنجليزية: Vanzant, Kentucky)‏ هي منطقة سكنية تقع في الولايات المتحدة في مقاطعة بريكينريج، كنتاكي.  يقدر عدد سكانها   وترتفع عن سطح البحر 159.11 متر.